# Mumintrollens äventyr
Mumintrollens äventyr är en finskproducerad TV-serie från 2010. Det är en restaurerad och förbättrad version av den animerade dockserien Mumintrollen som producerades i Polen 1977-1982. Serien består av 78 avsnitt om cirka 9 minuter var.
På svenska har serien sänts på Yle Fem och MTV3 i Finland och på TV4 i Sverige. Den har också släppts som DVD.
Mark Levengood gör den svenska dubbningens berättarröst.
TV-seriens signaturmelodi framförs av det finska poprockbandet PMMP.

### Fotnoter
1. ↑  Philip Teir (5 maj 2010). ”Mumin reser till Rivieran”. Hufvudstadsbladet. https://www.hbl.fi/artikel/mumin-reser-till-rivieran. Läst 20 februari 2017.